# Buchnera chimanimaniensis
Buchnera chimanimaniensis là loài thực vật có hoa thuộc họ Cỏ chổi. Loài này được Philcox mô tả khoa học đầu tiên năm 1987.